# Maison Gérard-Dayné
La maison Gérard-Dayné, parfois la Maison de Cogne, est un musée ethnographique situé à Cogne, en Vallée d'Aoste.

## Description
La maison appartient aux familles Gérard et Dayné, deux des noms les plus répandus à Cogne.
Le musée ethnographique est géré par la coopérative Mines de Cogne.

## Descrizione

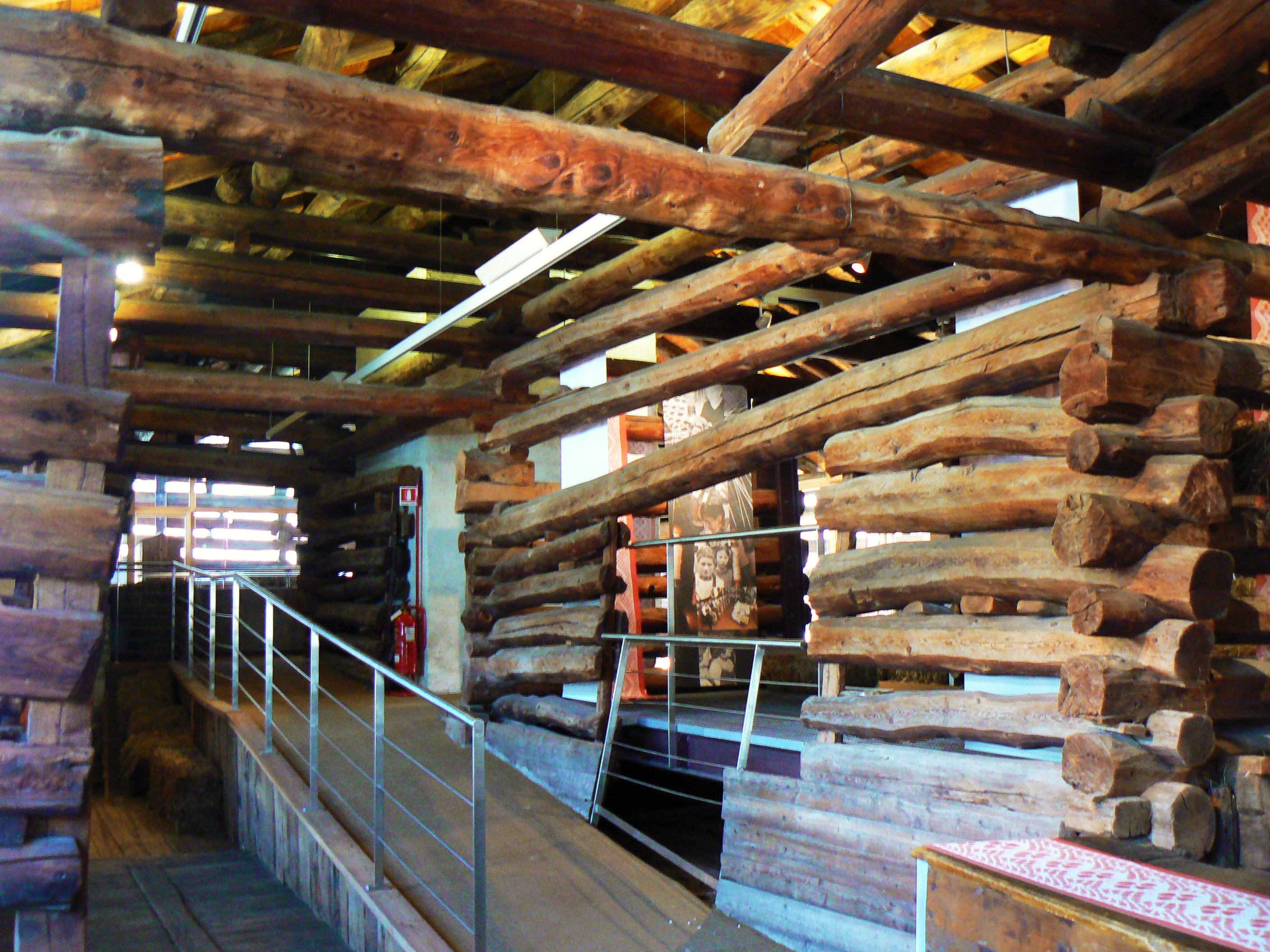
La grange.

La maison est un exemple de l'architecture alpine traditionnelle de la Vallée d'Aoste, à l'instar de la Maison Bruil ou de la Maison de Thomas.
La visite s'articule à travers les différentes parties de la maison, avec leurs noms en patois cognein :
- la cor (= la cour)
- lo beu (= l'étable)
- la mézòn de fouà (= litt. la "maison du feu"), la zone dédiée au travail du lait
- les caves, pour conserver entre autres le fromage, le vin et les légumes
- la grange.

## Galerie d'images

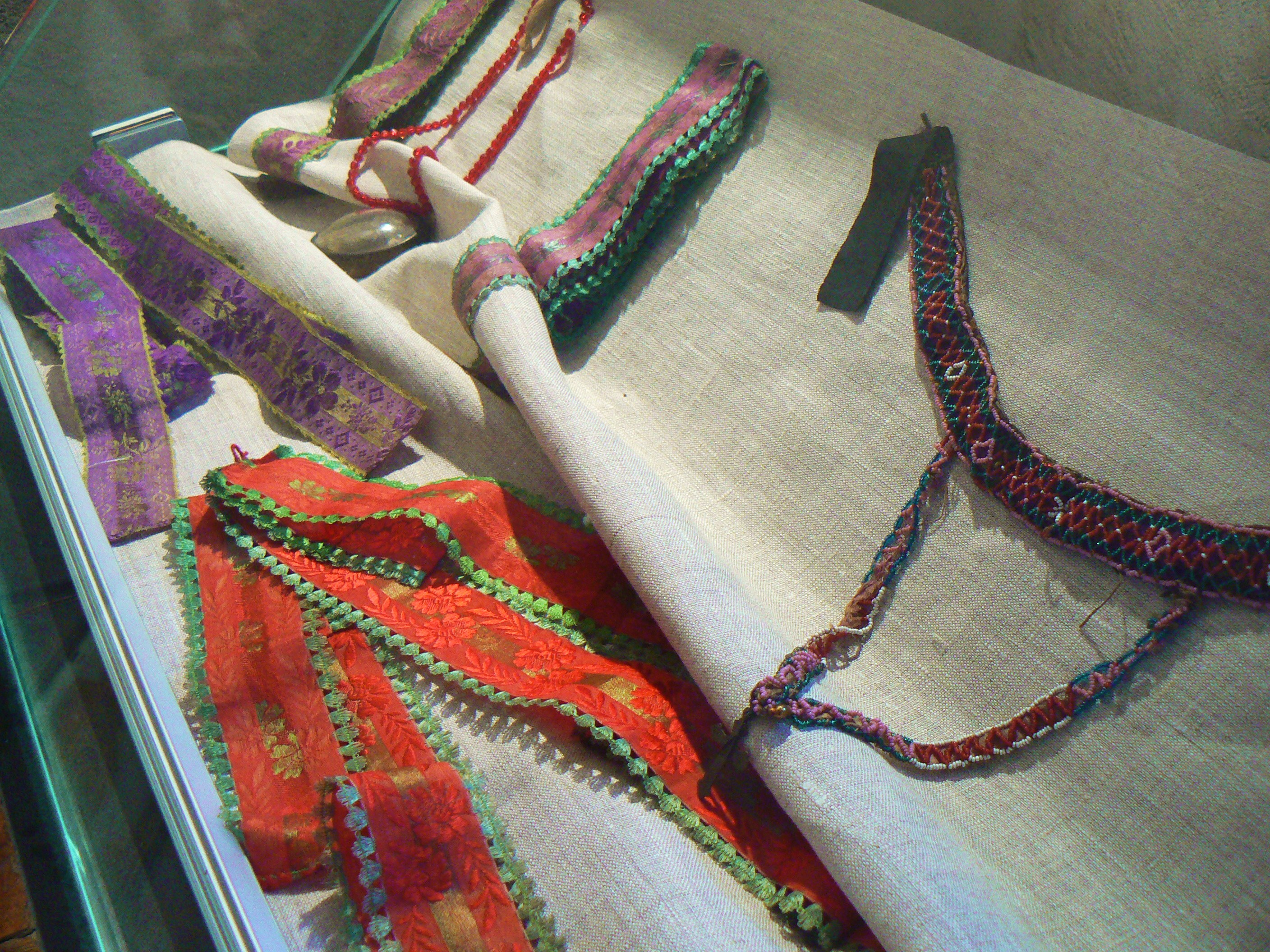
Dentelle de Cogne aux fuseaux
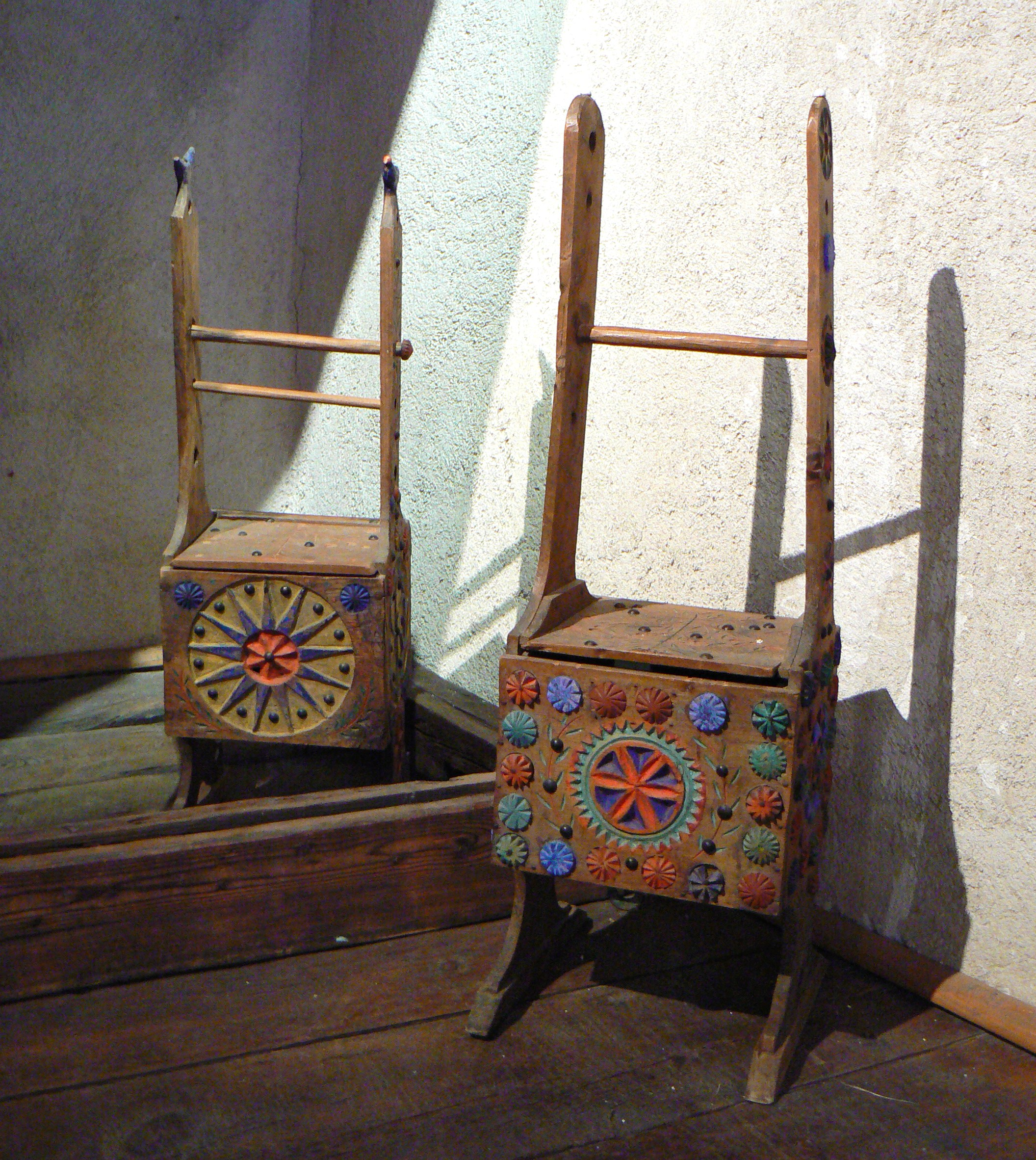
Dentelle de Cogne aux fuseaux
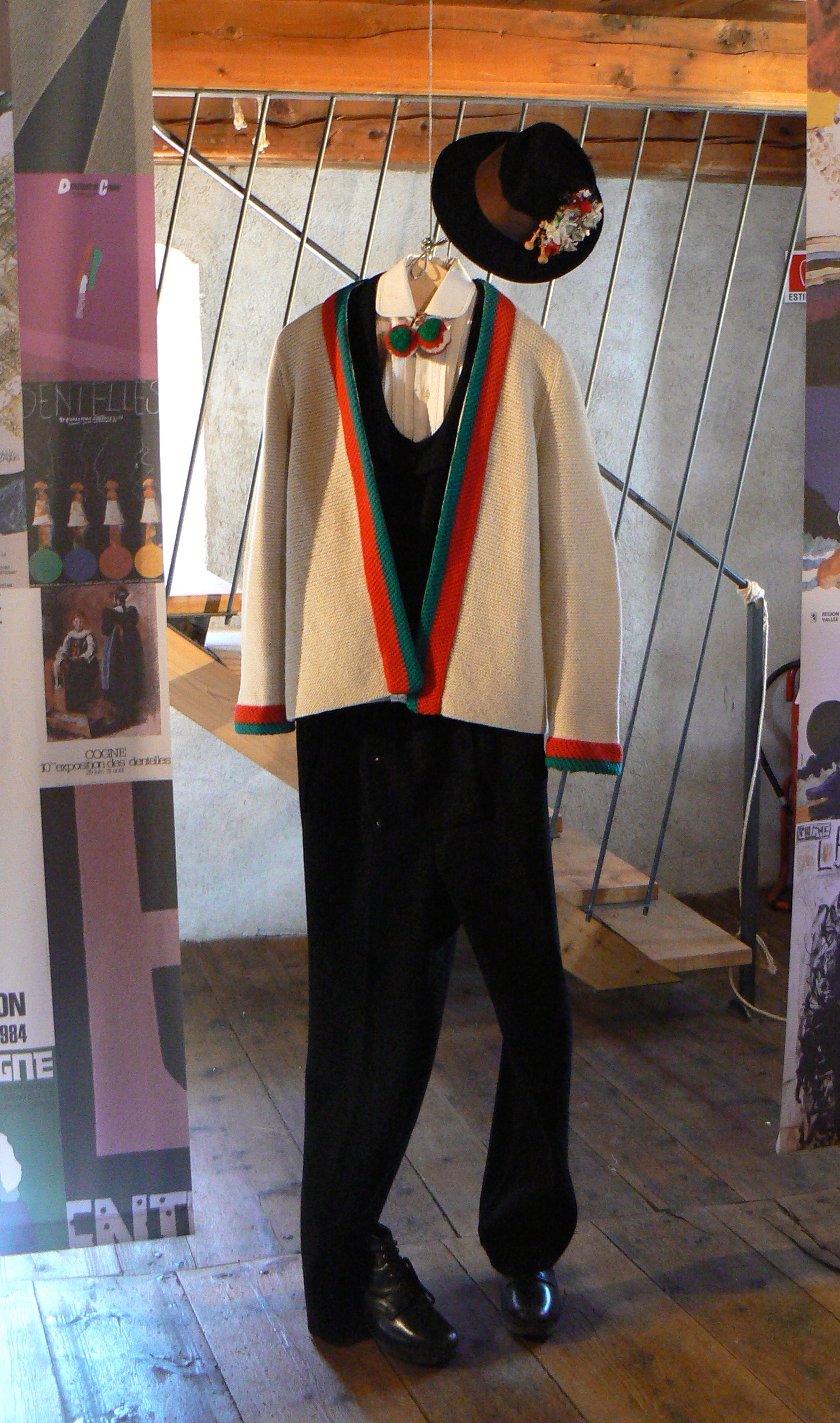
Costume masculin traditionnel de Cogne
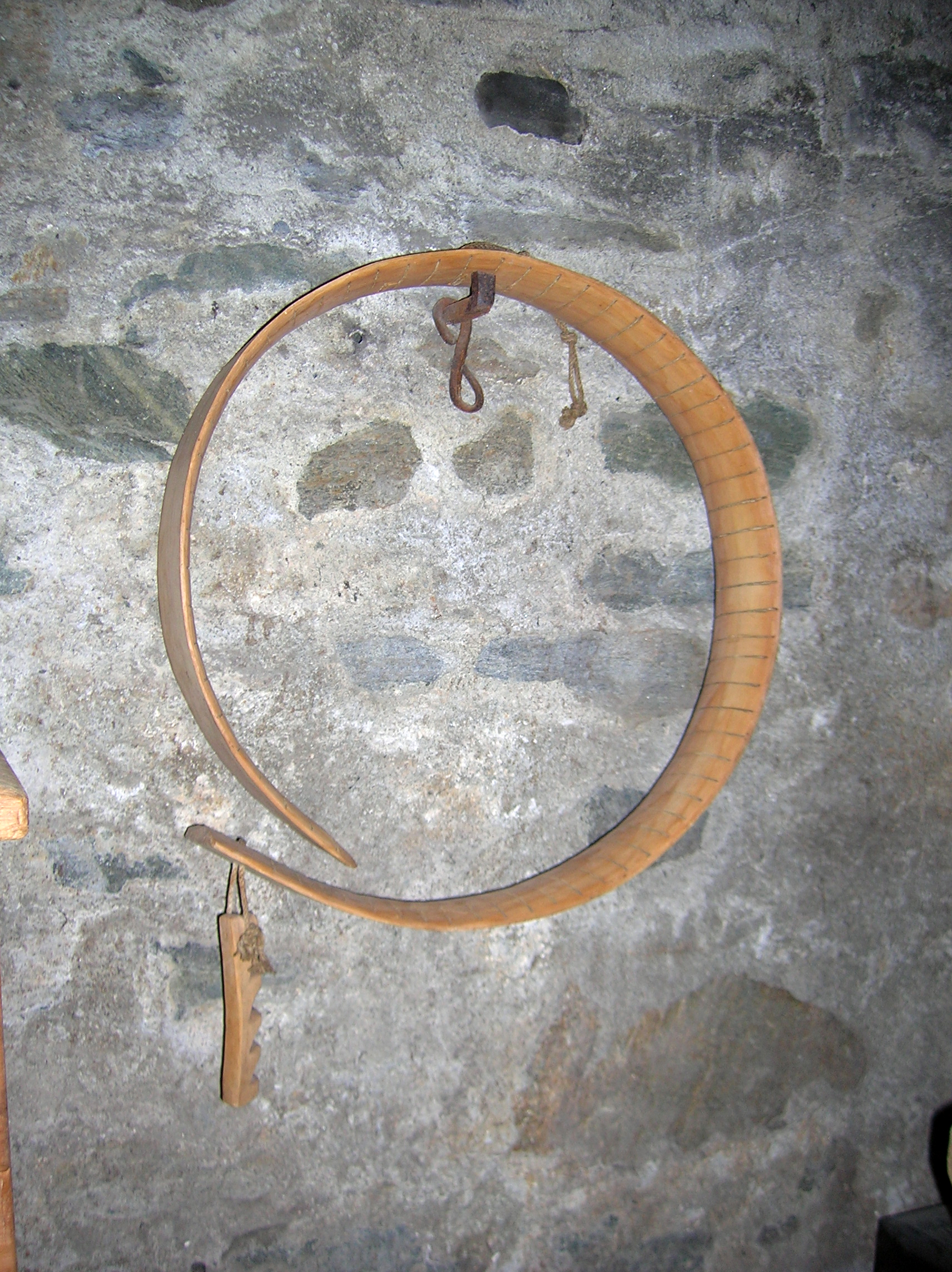
Meule pour la Fontine
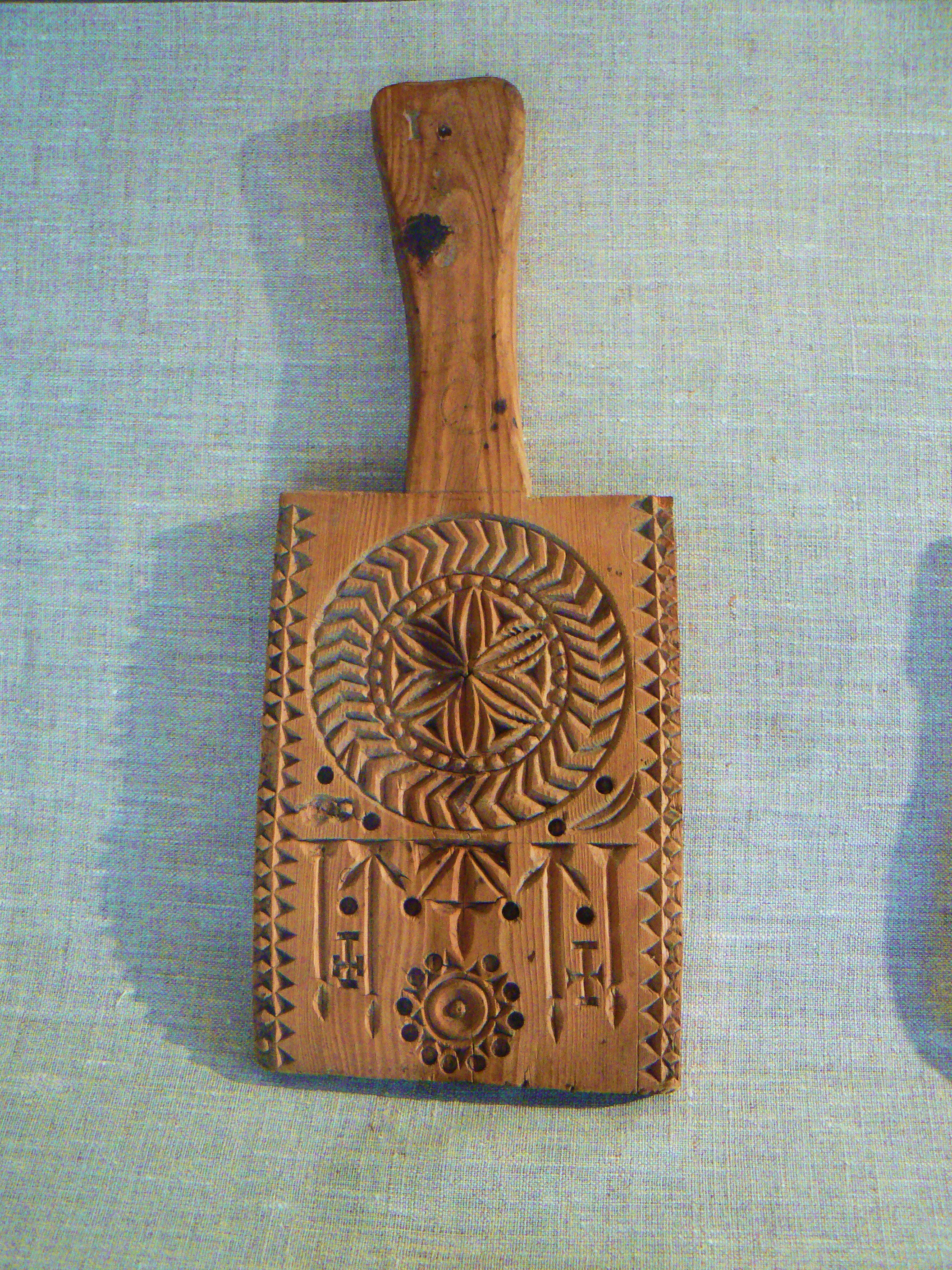
Planche à découper en bois sculpté